# اسید هپتافلوئوروبوتیریک
اسید هپتافلوئوروبوتیریک (به انگلیسی: Heptafluorobutyric acid) یک ترکیب شیمیایی با شناسه پاب‌کم ۹۷۷۷ است. شکل ظاهری این ترکیب، مایع بی‌رنگ است.